# 京都工艺纤维大学工业短期大学部
京都工艺纤维大学工业短期大学部（日语：／ Kyōto Kōgeisen-i Daigaku Kōgyo Tanki Daigakubu *），简称工短（こうたん），是过去一所位于日本京都府京都市左京区的国立短期大学。

## 概要

### 简介
- 学校最早可以追溯到1944年即京都工业专门学校的创立[1]。短期大学为于1951年开办[1]。招収男女生到1988年、停办于1992年[2][1]。

### 历史
- 1951年 京都工艺纤维大学工业短期大学部成立并同时设置两个学科、以下列举。
  - 机械电气科
  - 化学工业科
- 1965年 机械电气科分离为两个专攻、以下列举。
  - 机械科
  - 电气科
- 1969年 照片工学科成立。四个学科各自学科更名为、以下列举。
  - 机械科⇒机械工学科
  - 电气科⇒电气工学科
  - 化学工业科⇒工业化学科
- 1988年 最后一年招生、次年停止招生（正式停办于1992年3月31日[2]）。

## 学校环境
- 校区：在了京都府京都市左京区[注 1]

## 历任校长
- 中泽良夫：第一代短期大学校长
- 巽友正：最后短期大学校长[3]。

## 组织

### 学科
- 机械工程学科
- 电气工学科
- 工业化学科
- 照片工学科[注 2]

### 专科
| - 没有 |

### 业余课程
| - 没有 |

## 相关链接
- 日本短期大学列表
- 京都工艺纤维大学